# Sycharth
Castelo de Sycharth ou simplesmente Sycharth é uma mota e bailey exterior na cidade de Llansilin, Powys, País de Gales. Há 600 anos, esta era a casa mais nobre do País de Gales, e entre 1400 e maio de 1403 foi o ponto focal da existência do País de Gales como nação. O Castelo de Sycharth foi o local de nascimento de Owain Glyndŵr.